# Lecane scutata
Lecane scutata är en hjuldjursart som först beskrevs av Harry K. Harring och Myers 1926.  Lecane scutata ingår i släktet Lecane och familjen Lecanidae. Arten är reproducerande i Sverige. Inga underarter finns listade i Catalogue of Life.